# Яр-Сале
Я́р-Сале (нен. Яр сале) — село в Ямало-Ненецком автономном округе России, административный центр Ямальского района.
Расположено на реке Юмбе в 189 км к востоку от Салехарда.

## История
В 1923 году на месте будущего поселения находилась торговая точка, так называемая «горячая лавка». Основано в 1927 году. В 1932 году стало центром Ямальского района. В переводе с ненецкого языка «Яр-Сале» означает «песчаный мыс»: яр с ненецкого — «песчаный», сале — «мыс».
С 2004 до 2021 гг. село было также центром Яр-Салинского сельского поселения, упразднённого в связи с преобразованием муниципального района в муниципальный округ.

## Население
| 1939  | 1959  | 1970  | 1979  | 1989  | 2002  | 2010  |
| ----- | ----- | ----- | ----- | ----- | ----- | ----- |
| 878   | ↗1339 | ↗2403 | ↗3130 | ↗3753 | ↗4872 | ↗6486 |
| 2021  |       |       |       |       |       |       |
| ↗7410 |       |       |       |       |       |       |

По данным переписи 2002 года, 62 % населения составляли ненцы, 38 % — русские и другие.

## Известные уроженцы, жители
- Няруй, Николай Тимофеевич — советский хозяйственный, государственный и политический деятель.
- Пуйко, Геннадий Алексеевич (1935, п. Нумги — 2005 год, с. Яр-Сале) — ненецкий писатель и поэт.
- Худи, Сэроко (1877—1965, с. Яр-Сале) — рыбак колхоза имени Ленина Ямальского района Ямало-Ненецкого национального округа Тюменской области. Герой Социалистического Труда
- Николай Шамсутдинов (26 августа 1949—10 июня 2025) — советский и российский писатель, публицист, переводчик и общественный деятель

## Инфраструктура
Работает краеведческий музей.

### Экономика
В посёлке расположено муниципальное предприятие «Ямальские олени», занимающееся переработкой оленины, продукция продаётся в ближайших районах, а также экспортировалась в Германию и Финляндию.

### Спорт
Действует муниципальное бюджетное учреждение физкультурно-спортивный центр «Лидер».

## Транспорт
Имеется регулярное водное и воздушное сообщение с Салехардом, но в период распутицы транспортное сообщение очень нерегулярно. В это село нельзя попасть ни на автобусе, ни на такси, ни на автомобиле, ни даже на самолёте. Летом добраться из Салехарда можно только на вертолёте или на теплоходе, а в межсезонье – только вертолётом